# Parazosmotes
Parazosmotes – rodzaj chrząszczy z rodziny kózkowatych i podrodziny zgrzypikowych. 

## Zasięg występowania
Przedstawiciele tego rodzaju występują na Borneo oraz Filipinach.

## Systematyka
Do Parazosmotes należą 3 gatunki:
- Parazosmotes deceptor
- Parazosmotes scincus
- Parazosmotes shavrini